# 47 Tucanae
47 Tucanae hay 47 Tuc (hoặc định danh khác là NGC 104) là tên của một cụm sao cầu nằm trong chòm sao Đỗ Quyên. Khoảng cách của nó với Trái Đất của chúng ta là khoảng xấp xỉ 13,000 ± 1,100 năm ánh sáng (khoảng 4,0 ± 0.35 parsec. Kích thước biểu kiến của nó là 120 năm ánh sáng. Cấp sao biểu kiến của nó là 4,1, do vậy cụm sao cầu này có thể nhìn thấy bằng mắt thường. Do vị trí của nó là ở phía 18 độ tính từ điểm cực Nam Ngân Hà nên nó không được các nhà thiên văn học châu Âu biên mục khi nó được phát hiện bởi nhà thiên văn học người Pháp Nicolas-Louis de Lacaille tại Nam Phi.
Nó là cụm sao cầu sáng chỉ sau cụm sao Omega Centauri và trong kính viễn vọng, ta thấy nó có đến 10000 ngôi sao, nhiều trong số chúng là nằm trong lõi của nó. Cụm sao này có thể chứa một lỗ đen có một khối lượng trung bình.

## Đặc tính
47 Tucanae được ghi chú là có chứa một cái lõi có mật độ sao rất cô đặc và sáng. Nó là một trong những cụm sao có khối lượng lớn nhất của Ngân Hà, chứa đến cả triệu ngôi sao. Nó xuất hiện trên bầu trời rất mạnh mẽ như mặt trăng. Nó xuất hiện ngay cạnh đám mây Magellan nhỏ.
Khối lượng của nó là khoảng 700000 lần khối lượng mặt trời  với bán kính 60 năm ánh sáng và tuổi xấp xỉ 13,06 tỷ năm.

## Dữ liệu hiện tại
Theo như quan sát, đây là cụm sao nằm trong chòm sao Đỗ Quyên và dưới đây là một số dữ liệu khác:
Xích kinh 00h 24m 05.67s
Độ nghiêng –72° 04′ 52.6″
Cấp sao biểu kiến +4.09
Kích thước biểu kiến 30′.9